# Muilla transmontana
Muilla transmontana är en sparrisväxtart som beskrevs av Edward Lee Greene. Muilla transmontana ingår i släktet Muilla och familjen sparrisväxter. Inga underarter finns listade i Catalogue of Life.